# (2080) Jihlava
(2080) Jihlava est un astéroïde de la ceinture principale.

## Description
(2080) Jihlava est un astéroïde de la ceinture principale. Il fut découvert le 27 février 1976 à l'observatoire Zimmerwald par Paul Wild. Il présente une orbite caractérisée par un demi-grand axe de 2,18 UA, une excentricité de 0,06 et une inclinaison de 3,9° par rapport à l'écliptique.

## Compléments